# Tu-142 (航空機)
Tu-142 / Ту-142
Tu-142MZ
- 用途：対潜哨戒機
- 設計者： ツポレフ設計局
- 製造者：

-  クイビシェフ第18工場
-  タガンログ第86工場

- 運用者

-  ソビエト連邦（ソ連海軍航空隊）
-  ロシア（ロシア海軍航空隊）
-  インド（インド海軍航空隊）

- 初飛行：1968年7月18日[2]
- 生産数：102機[3]
- 生産開始：1968年[4]
- 退役：2017年（インド海軍）[5]
- 運用状況：現役（ロシア海軍）
- 原型機：Tu-95

Tu-142（ロシア語: Ту-142）は、ソビエト連邦のツポレフ設計局が開発したターボプロップ式対潜哨戒機。ツポレフ設計局のターボプロップ式戦略爆撃機であるTu-95を原型機としており、主翼下に2重反転プロペラを装着した4発のターボプロップエンジンを搭載する。強力な機体持ち上げ力と高効率飛行能力はTu-95から受け継がれており、空中給油なしで30時間の飛行継続が可能である。
NATOコードネームはベアF（Bear F）と呼称される。

## 運用史
1950年代後半、アメリカ合衆国は射程1,800キロメートル以上の潜水艦発射弾道ミサイルであるUGM-27 ポラリスを開発、1960年7月20日に原子力潜水艦「ジョージ・ワシントン」（USS George Washington, SSBN-598）からの発射試験に成功していた。
ソビエト連邦海軍では対潜哨戒機としてIl-38を運用していたが、長大な航続距離を有する対潜哨戒機の必要性が高まり、ツポレフ設計局でTu-95の機体フレームを活用して1963年から製作が開始された。試作初号機は1968年7月18日にジュコーフスキー飛行場で初飛行し、1970年からソ連海軍での実用試験が行われ、1972年にTu-142として配備を開始、12月に初期作戦能力（IOC）を獲得した。
Tu-142はクイビシェフ（現サマーラ）の第18工場で1968年から1972年にかけて18機が生産された後、1970年代初頭にタガンログの第86工場へ生産を移すこととなり、第18工場で生産された最終号機を基にして1975年から生産が開始された。第86工場では1994年に最終号機がロールアウトし、26年にわたるTu-142の生産は終了した。

## 機体構成

### 機体
原型機のTu-95から大幅な設計変更が加えられており、胴体がコックピット直後の前方胴体に1.78メートルのプラグを挿入して延長され、方向舵の弦長も30センチメートル増やし、胴体延長に伴う方向安定性の変化に対応している。
主翼も設計変更され、キャンバーが増されてわずかにスーパークリティカル翼に近い翼断面になっている。これにより、翼弦長が増し、フラップが二重隙間式に変更されている。

### アビオニクス
中央胴体の兵器倉下側に大型レドームが追加され、ベルクト95洋上捜索レーダーを搭載。1978年生産機からはコルシュン洋上レーダーに変更されている。音響探知用ソノブイは胴体後部に収容部があり、その位置の下面に投下扉が設置されている。

## 採用国と配備部隊
Tu-142はロシアのほか、インドでも採用され、以下の部隊に配備された。
 ロシア
1991年のソビエト連邦崩壊に伴い、ソビエト連邦海軍からTu-142飛行隊を継承。ソビエト連邦から独立したウクライナ領内に残された機体は、1994年に発効した第一次戦略兵器削減条約（START I）によって解体された。
- ロシア海軍
  - 第403独立混成航空飛行隊（フェドトヴォ海軍航空基地（英語版））
  - 第7062ポート・アーサー・クラスノザナメンニャナ航空基地（カメンニィ・ルチェイ海軍航空基地（英語版））

 インド
インドでは1981年に長距離海洋哨戒機導入の検討を始め、ソビエト連邦はTu-142の新造機ではなく中古機のインド海軍向け改修を提案。インド側は大型機のため、配備基地の滑走路延長と補強が必要になることから難色を示し、Il-38中古機3機のインド向け改修機を要請したが却下され、1984年12月に8機のTu-142購入契約が締結された。
インド海軍航空隊の乗員訓練は1987年12月から12か月間にわたってリガに派遣して実施された。派遣人員はパイロットとオブザーバー40名、技術士官16名、水兵128名となっていた。
インド海軍向けTu-142の引き渡しは1988年3月30日から行われ、10月末までに全8機がインドに到着した。なお、インド海軍航空隊では2017年3月27日に全機退役し、後継機としてアメリカ製P-8I ネプチューンを導入している。
- インド海軍
  - 第312飛行隊（英語版）（ラジャリ海軍航空基地（英語版））

## 型式
Tu-142 ベアF
長距離海洋哨戒型。ベルクト95洋上捜索レーダーを搭載。
Tu-142 ベアF Mod1
機首下面航法用レーダー廃止型。
Tu-142M ベアF Mod2
対潜作戦能力向上型。海洋捜索レーダーをコルシュン3/4に換装、胴体上面に衛星通信用アンテナ追加。
Tu-142M ベアF Mod3
対潜作戦能力向上型。MADブームを胴体最後部から垂直尾翼後縁上端に移設。
Tu-142MK ベアF Mod4
前方監視赤外線装置を含む複合センサー搭載型。胴体後部機関砲ターレット下部防御用電子妨害装置アンテナ追加。
Tu-142MK-E ベアF Mod4
Tu-142MKのインド向け輸出型。
Tu-142MZ ベアF Mod4
搭載電子機器能力向上型。エンジンをNK-12MPに換装。
Tu-142MZ-C ベアF
Tu-142MZの貨物輸送型。
Tu-142MZ-K ベアF
Tu-142MZ-Cの別名。
Tu-142MR ベアJ
潜水艦無線通信中継機型。ベアF Mod4の機体フレームを活用。
Tu-142 ベアG
情報収集・電子戦型。空軍向けのTu-95Kと同型。
Tu-142K ベアH
巡航ミサイル母機型。空軍向けのTu-95MSと同型。
Tu-142LL
ターボファンエンジン試験用飛行試験機。初期生産機から2機改造。

## 性能諸元（Tu-142M/MK）
出典: 青木・2020年
諸元
- 全長: 49.60 m (162 ft 9 in)
- 全高: 12.12 m (39 ft 9 in)
- 翼幅: 53.20 m (174 ft 6 in)
- 翼面積: 289.9 m2 (3,120 sq ft)
- 最大離陸重量: 185,000 kg (408,000 lb)
- 動力: クズネツォフ製NK-12MV ターボプロップエンジン、11,000 kW × 4

性能
- 最大速度: 855 km/h (462 kn)
- 巡航速度: 735 km/h (397 kn)
- 航続距離: 13,800 km (7,500 nmi)
- 実用上昇限度: 11,000 m (36,000 ft)

### 武装
- ミサイル

- 空対艦ミサイル

- Kh-35
- Kh-61

- 航空魚雷

- AT-2/-2U
- MPT-1
- UMGT-1
- APR-2
- APR-3

- 航空爆雷

- S3V/S3V-2